# الكتلة الدستورية (لبنان)
الكتلة الدستورية هو الاسم الشائع لـ«حزب الاتحاد الدستوري» اللبناني الذي أسسه الشيخ بشارة الخوري عام 1934. كان الحزب من دعاة ان يكون استقلال لبنان تاماً وناجزاً غير مرتبط بمعاهدة مع فرنسا أو غيرها من الدول وان يكون عضواً مؤسساً في جامعة الدول العربية لأنه جزء من العالم العربي. بدء كتكتل سياسي عام 1934 وأصبح حزبا سياسيا في الخمسينيات.

## مبادئه
من أهم مبادئ الحزب الحفاظ على الميثاق الوطني اللبناني، والسهر على تنمية الروح الوطنية عند اللبنانيين، وإلغاء الطائفية، تدريجاً، وجعل المهارة أساساً للتوظيف. وقد وضع الحزب برامج طالب الحكومة باتّباعها في مجالات السياسة، المالية والاقتصادية، والأحوال الاجتماعية، وشؤون التعليم. كما يحدد علاقة المغتربين بوطنهم، ويخطط لتنميتها وتطويرها. وانته دوره وفعاليته السياسية بوفاة مؤسسه في الخمسينيات والمسؤول الحالي للحزب هو الشيخ خليل الخوري.و في أواخر التسعينات أنبثق عن مبادئ الكتلة الدستورية حزب أحفاد البشارة